# Ирска жеља
Ирска жеља (енгл. Irish Wish) америчка је романтична комедија из 2024. Режију потписује Џенин Дејмијан, по сценарију Кирстен Хансен, док главну улогу тумачи Линдси Лохан.
Приказан је 15. марта 2024. преко платформе Netflix. Добио је помешане рецензије критичара, уз похвале за глуму Лоханове.

## Радња
Медин мушкарац из снова за неколико дана се жени њеном најбољом пријатељицом. Међутим, једна жеља за правом љубављу на древном камену у Ирској промениће јој судбину.

## Улоге
| Глумац            | Улога          |
| ----------------- | -------------- |
| Линдси Лохан      | Меди Кели      |
| Ед Спелирс        | Џејмс Томас    |
| Александер Влахос | Пол Кенеди     |
| Ајиша Кари        | Ема Тејлор     |
| Јачинта Малкејхи  | Оливија Кенеди |
| Џејн Симор        | Роузмери Кели  |
| Мети Макејб       | Кори Кенеди    |
| Дон Бредфилд      | Света Бригита  |
| Морис Берн        | Шон Кенеди     |
| Џејмс Ротгер      | Том О’Калаган  |
| Ејдан Џордан      | Отац Калахан   |
| Дакота Лохан      | Фин            |
| Тим Ландерс       | Марфи          |
| Рејчел Бенаиса    | Алегра         |
| Стив Хартланд     | Лијам          |